# Epic Tower
L'Epic Tower est un gratte-ciel en construction à Balneario Camboriu au Brésil. Il s'élèvera à 209 mètres. Son achèvement est prévu pour 2019. 